# ایلات قوم لک در ایران
لـَک نام قومی ایرانی است که در باختر و جنوب باختری ایران و در شرق و جنوب شرقی عراق زندگی می‌کنند. زبان مادری لک‌ها زبان لکی است و مذهب اکثر آنان شیعه و در بعضی مناطق محدود ایران و عراق یارسان (اهل حق) است. در یکی از مقاله‌های دانشنامه ایرانیکا برخی از ایلات لک، مانند هلیلان، سلسله، دلفان، طرهان و بیرانوند از کرد‌ها به شمار آورده‌شدند.ولی در مقاله دیگر لک ها را لر شمرده است.در برخی از منابع نیز از لکها به عنوان قومی مستقل در کنار کردها و لرها یاد شده است.برخی از ایلات لک اصالت عربی دارند ، ایلات سلسله و دلفان دارای نژاد عرب هستند.برخی منابع نظیر دانشنامه جهان ایلام ایل دلفان را نوادگان ابودلف سردار عرب میداننداصولا مهاجرت ایلات لک زبان به  لرستان از زمان شاه عباس صفوی شروع شد و شاه عباس برای ضعیف کردن اتابکان لر کوچک ایلات سلسله و دلفان را از ماهیدشت کرمانشاه به لرستان آورد و اراضی ایلات لر چگنی (ایل) ، بالاگریوه ، امرایی را به لک ها داد .برخی منابع اصالت ایلات لک نظیر سلسله که شامل ایلات حسنوند ، کولیوند ، یوسفوند هست را به اعراب بنی صالح و ایل دلفان را نوادگان سردار عرب ابودلف میدانند.طبق منبع دلفان در گذر زمان ایل دلفان و ایل سلسله و بیرانوند از نژاد عرب میباشند که در زمان شاه عباس صفوي به لرستان کوچانده شده اند.

## ایلات و طوایف
دلفان

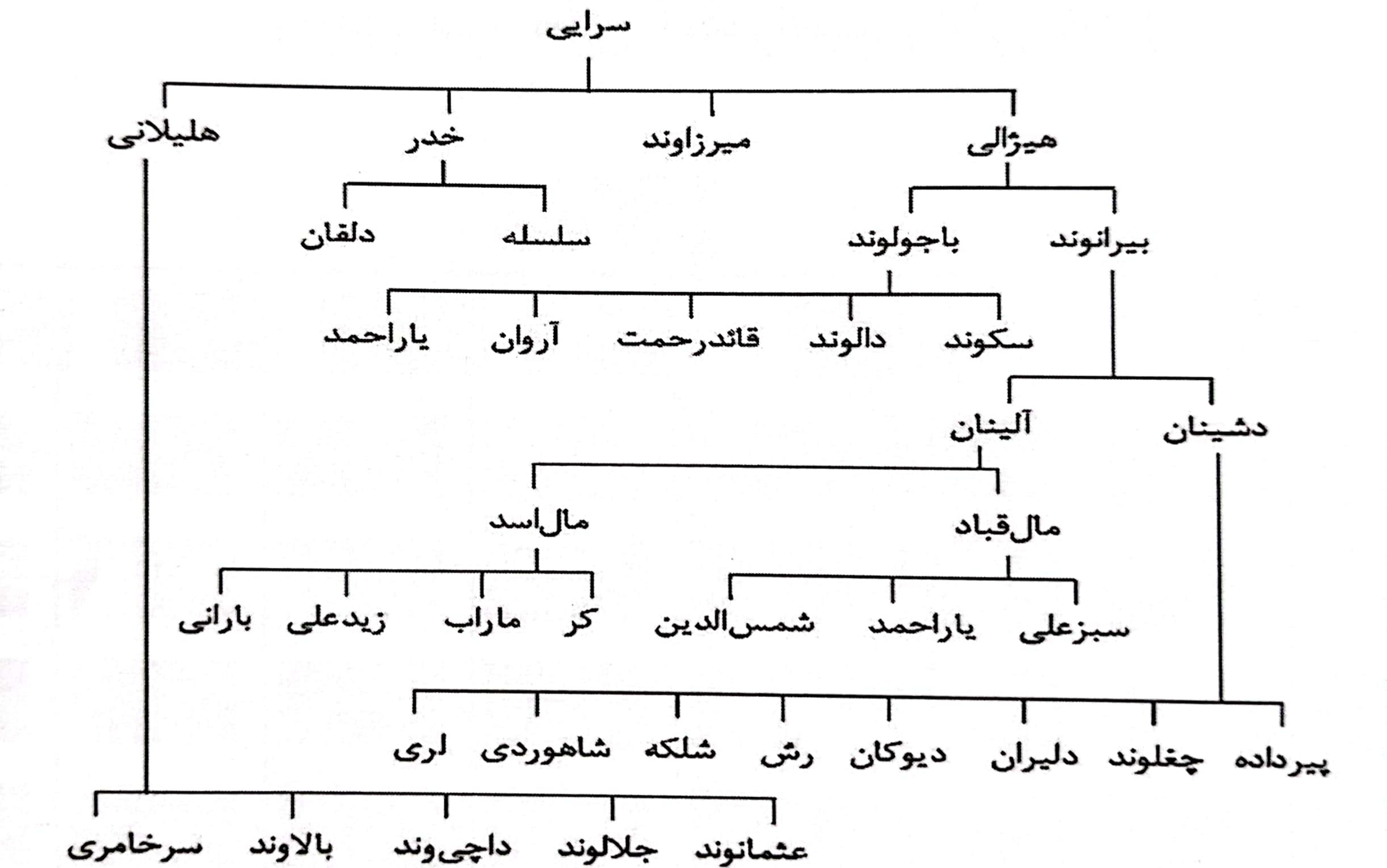

ایل دِلفان عنوان عام گروهی از مردم لک است. این طوایف در لرستان، ایلام، کرمانشاه و حتی مازندران، به‌ویژه کلاردشت و چالوس، پراکنده‌اند. زبان لکی رواج مسلک اهل حق در میان طوایف مشهور به دلفان نشان از ریشه مشترک آنان دارد. تمرکز بیشتر دلفانها در لرستان و وجود منطقه دلفان در آنجا تردیدی باقی نمی‌گذارد که موطن اصلی همه این طوایف لرستان بوده‌است. که شامل طوایف اولاد قُباد، ایتوَند (ایوتْوَند)، بالَه‌وند، باواری، پادِروند، بشرآمد، بیژن‌وند، چَواری (چاواری)، خیرغلام، سَنجابی، فَلَک‌الدین، قَلائی، کاکاوند، کَرَمعلی، مال مومه، موسی‌وند، مومه‌وند، میربیگ و نورعلی می باشد.نام این گروه برگرفته از ابودلف عجلی سردار عرب است.برخی بر اساس برخی از اسناد اصالت این گروه را عرب می دانند.معروف است که ابو دُلف پنج پسر به نام‌های ایوت، مومه، کاکا، بیژن و میربَگ داشت که هر کدام طایفه‌ای را با نامشان تأسیس کردند.
سلسله
ایل سلسله نام یکی از ایلات مردم لک است.که ساکن در استان لرستان و ایلام می باشند،عمده تمرکز طوایف سلسله در شهرستان سلسله استان لرستان می باشد.که شامل طوایف حسنوند کولیوند و یوسفوند می باشد.برخی سلسله نیای این طوایف را از قوم عرب دانسته اند.
هلیلان
هلیلان یا حلیلان عنوان گروهی از طوایف لک است.که ساکن در استان ایلام و کرمانشاه می باشند تمرکز جمعیتی هلیلانی ها در شهرستان هلیلان استان ایلام است.تمام طوایف کرد و لر ساکن در منطقه هلیلان را هلیلانی می گفتند.

### زند
طایفه زند یکی از طایفه های لک و مؤسس سلسله پادشاهی زندیان می‌باشند.که از معروف‌ترین چهره‌های این طایفه، کریم خان زند و لطفعلی خان زند را می‌توان نام برد.دانشنامه ایرانیکا معتقد است: زندها طایفه ای از عشایر لک و از شعب  لرهای شمالی بودند که بین زاگرس داخلی و دشت همدان در روستاهای پری و کمازان در مجاورت ملایر قرار داشتند..در برخی منابع از زند به عنوان ایلی لر تبار نام برده شده‌است. محمدعلی کشاورز معتقد است خوانین زند که سلسلهٔ زندیه را تشکیل دادند، خود را لر معرفی می‌کردند.

### بالاوند
ایل بالاوند یکی از ایلات لک زبان استان کرمانشاه و ایلام است.

### عثمانوند
عثمانوند یکی از طوایف لک زبان استان کرمانشاه است.

### جلالوند
جلالوند از ایلات لک زبان ساکن در کرمانشاه و لرستان است.